# استیو کوهن

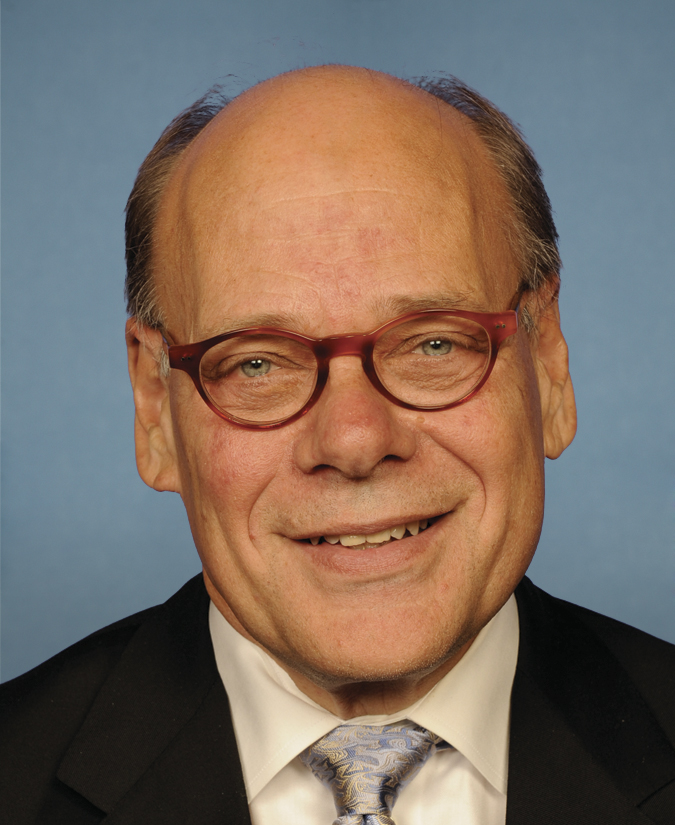

استیو کوهن (به انگلیسی: Steve Cohen) نمایندهٔ حوزه انتخابیه نهم تنسی از حزب دموکرات ایالات متحده آمریکا در مجلس نمایندگان ایالات متحده آمریکا است که برای نخستین‌بار در ۹ ژانویه ۲۰۰۷ میلادی به‌عضویت این مجلس درآمد.